# Pleasurewood Hills
Pleasurewood Hills est un parc d'attractions situé à Corton dans le Suffolk, en Angleterre, Royaume-Uni. Il appartient au fonds d’investissement H.I.G. Capital France associé à Laurent Bruloy, ancien dirigeant d'Aqualud.

## Histoire
En 1983, l'entrepreneur local Joe Larter décide de fonder un parc de loisirs familial inspiré des grands parcs d'attractions américains. À ses débuts, le parc est composé d'un train, d'un cinéma 180° et d'aires de jeux.
À la fin des années 1980, la majorité des parts appartiennent à Pleasureworld, une division de la compagnie de développement RKF. Ils établissent alors un certain nombre de nouvelles attractions. Ils débutent même les travaux de construction d'un deuxième Pleasurewood Hills à Cleethorpes, devenu Pleasure Island Family Theme Park.
En 1991, RKF fait faillite et le parc est vendu à de nouveaux propriétaires.
En 1996, le parc est racheté par le groupe Leisure Great Britain, propriétaire d'autres parcs anglais. Malgré leurs efforts, les bénéfices du parc diminuent peu à peu. En 2000, c'est Peter et Peggy Hadden, en contact avec le parc depuis de nombreuses années, qui prennent la direction du parc qu'ils renomment New Pleasurewood Hills.
En 2004, le parc subit un changement de propriétaire. Le groupe français Grevin & Cie, devenu CDA Parks, investit dans le parc et décide de lui redonner son nom original sous la direction d’Yves Delhommeau. En 2005, le groupe dépense beaucoup d'argent pour améliorer le parc. En 2007, le train de La Via Volta à Walibi World part pour remplacer celui de Wipeout, ils appartiennent alors au même groupe de loisirs. À la suite du départ du train, La Via Volta reste fermée de 2007 à 2011.
Le 15 décembre 2010, la Compagnie des Alpes annonce la vente de sept parcs dont Pleasurewood Hills au groupe français Looping. Le groupe possède dix autres sites touristiques. Le parc inaugure trois attractions en 2012.

## Le parc d'attractions

### Lesmontagnes russes
| Nom                | Type                      | Constructeur      | Année |
| ------------------ | ------------------------- | ----------------- | ----- |
| Cannonball Express | Montagnes russes en métal | Anton Schwarzkopf | 1995  |
| Egg-Spress         | Montagnes russes junior   | Zierer            | 1986  |
| Marble Madness     | Wild Mouse                | Maurer Rides      | 2014  |
| Wipeout            | Boomerang                 | Vekoma            | 2007  |

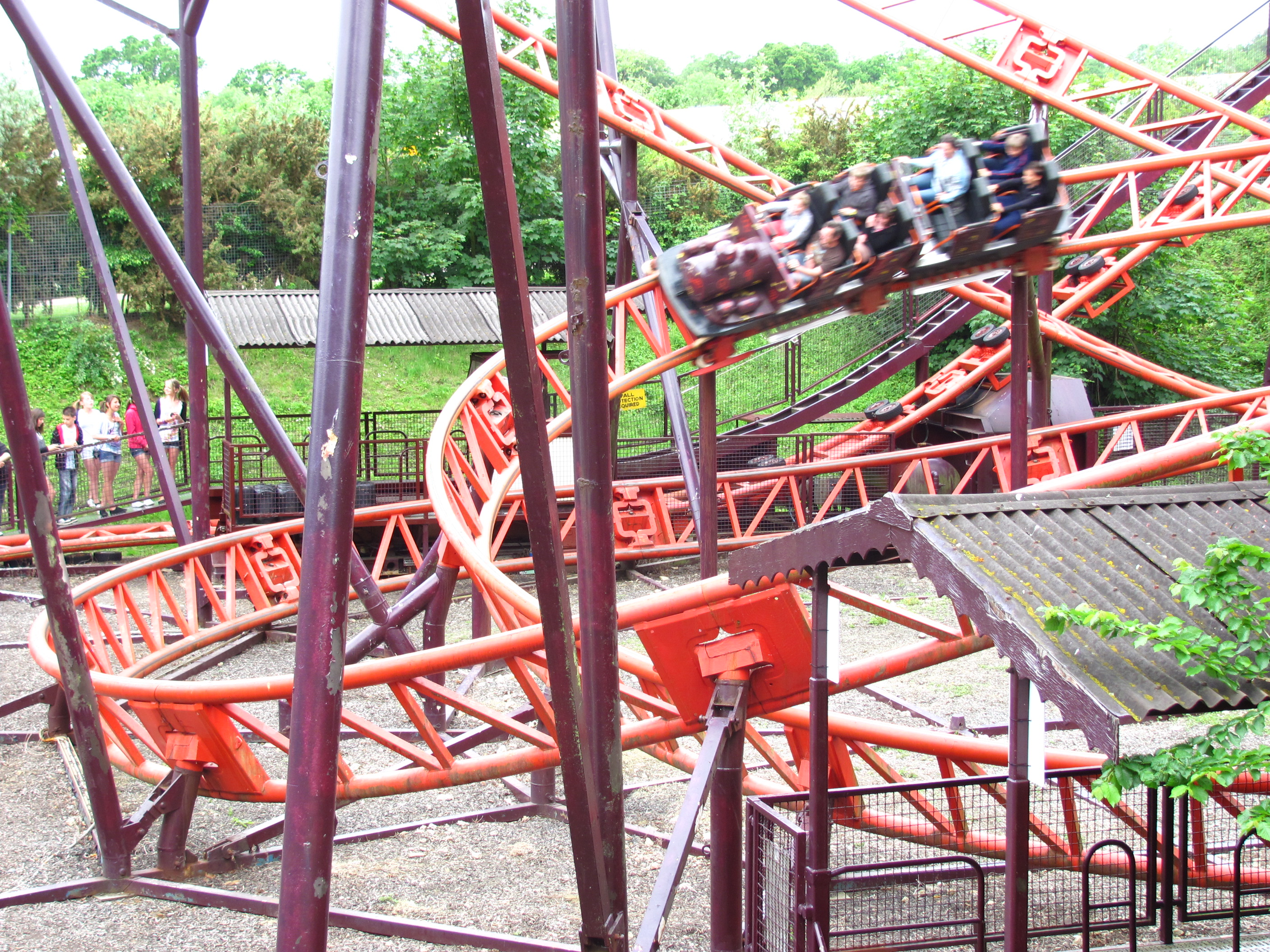
Cannonball Express
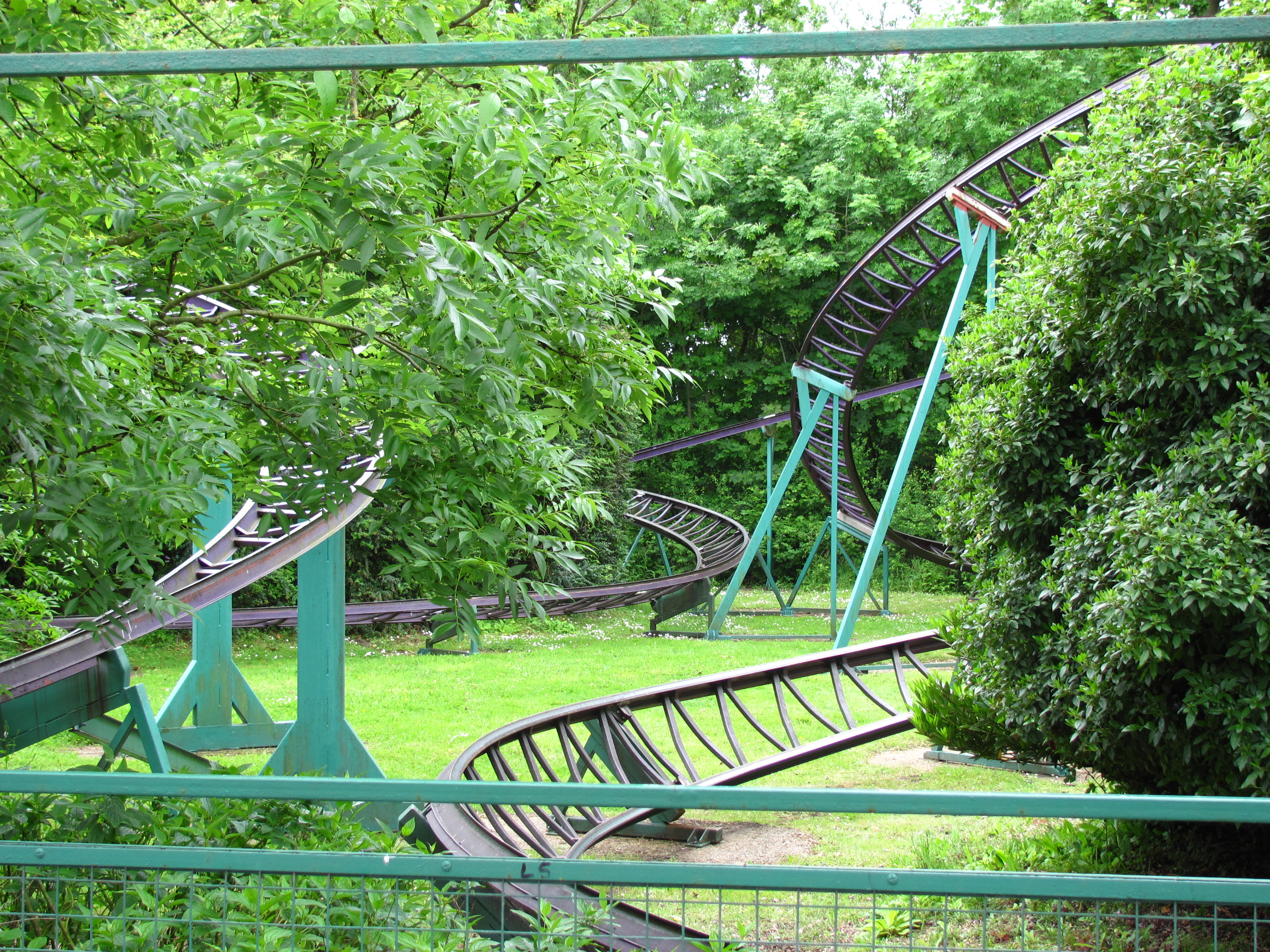
Egg-Spress
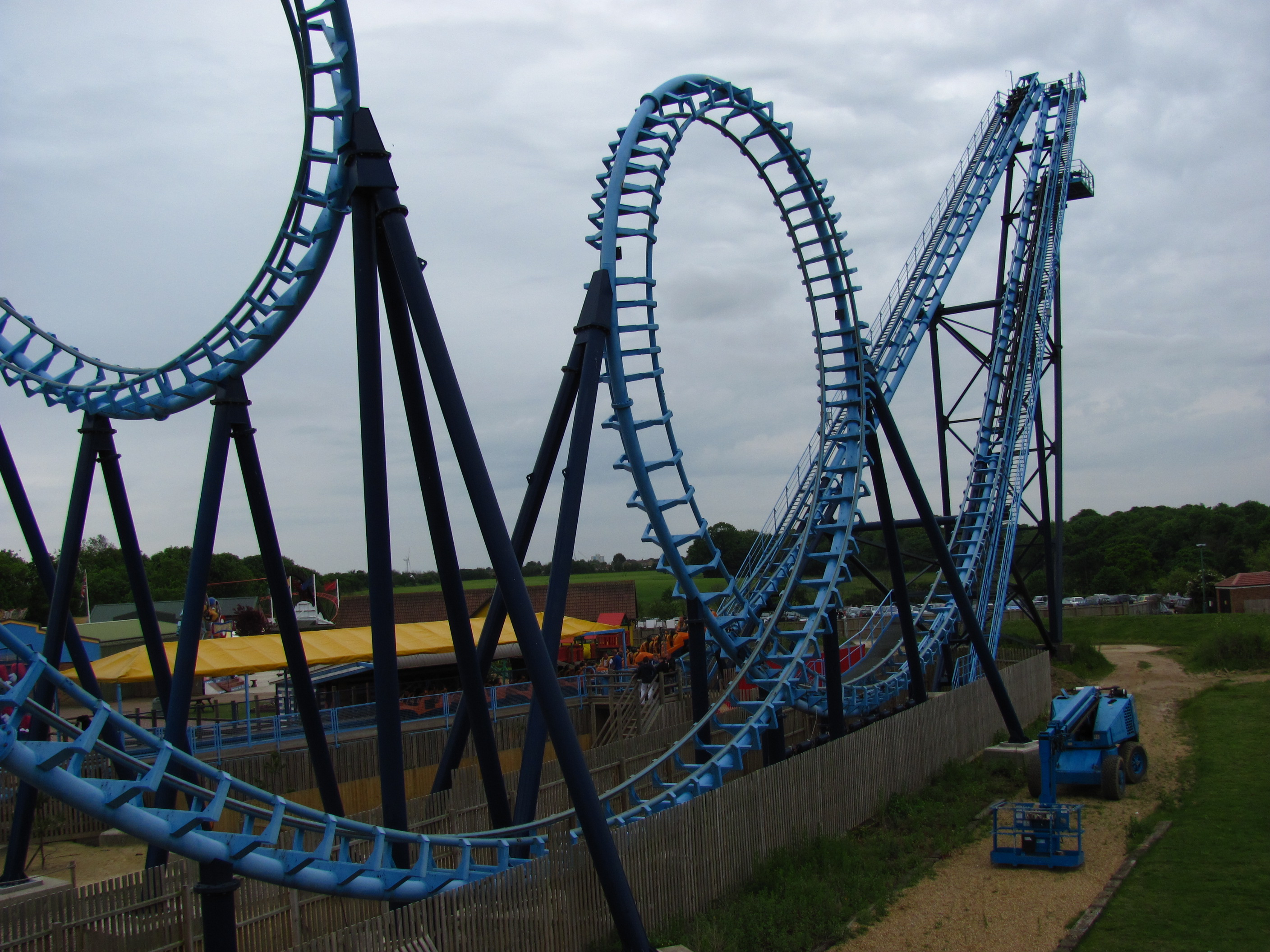
Wipeout

#### Disparues
| Nom        | Type                | Constructeur | Ouverture | Fermeture |
| ---------- | ------------------- | ------------ | --------- | --------- |
| Mouse Trap | Spinning Wild Mouse | Reverchon    | 2000      | 2005      |

### Les attractions aquatiques
| Nom                                       | Type               | Constructeur | Année |
| ----------------------------------------- | ------------------ | ------------ | ----- |
| Timber Falls (Anciennement Mellow Yellow) | Bûches             | Reverchon    | 1992  |
| Wave breaker                              | Toboggan aquatique |              | 1996  |

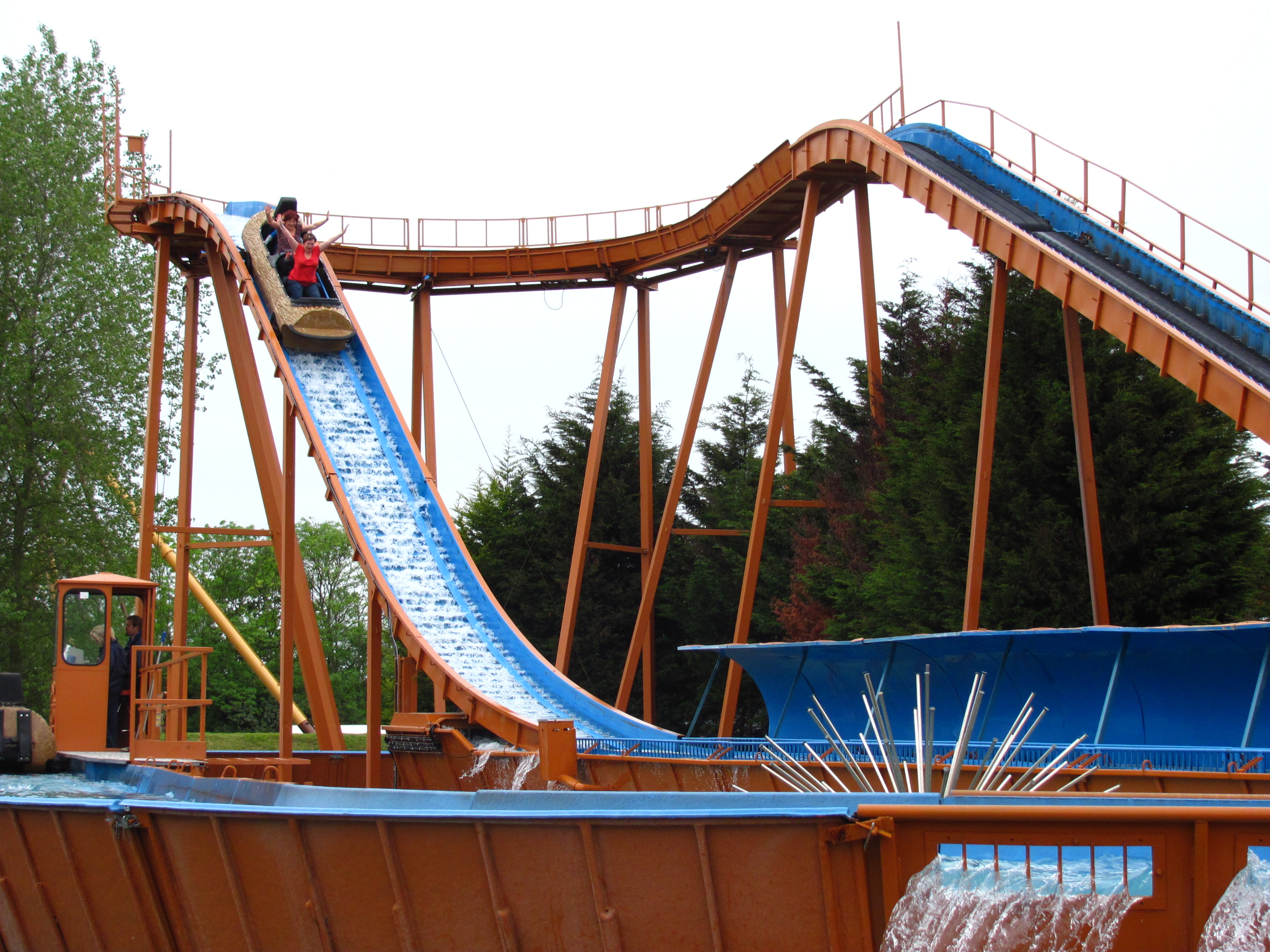
Timber Falls
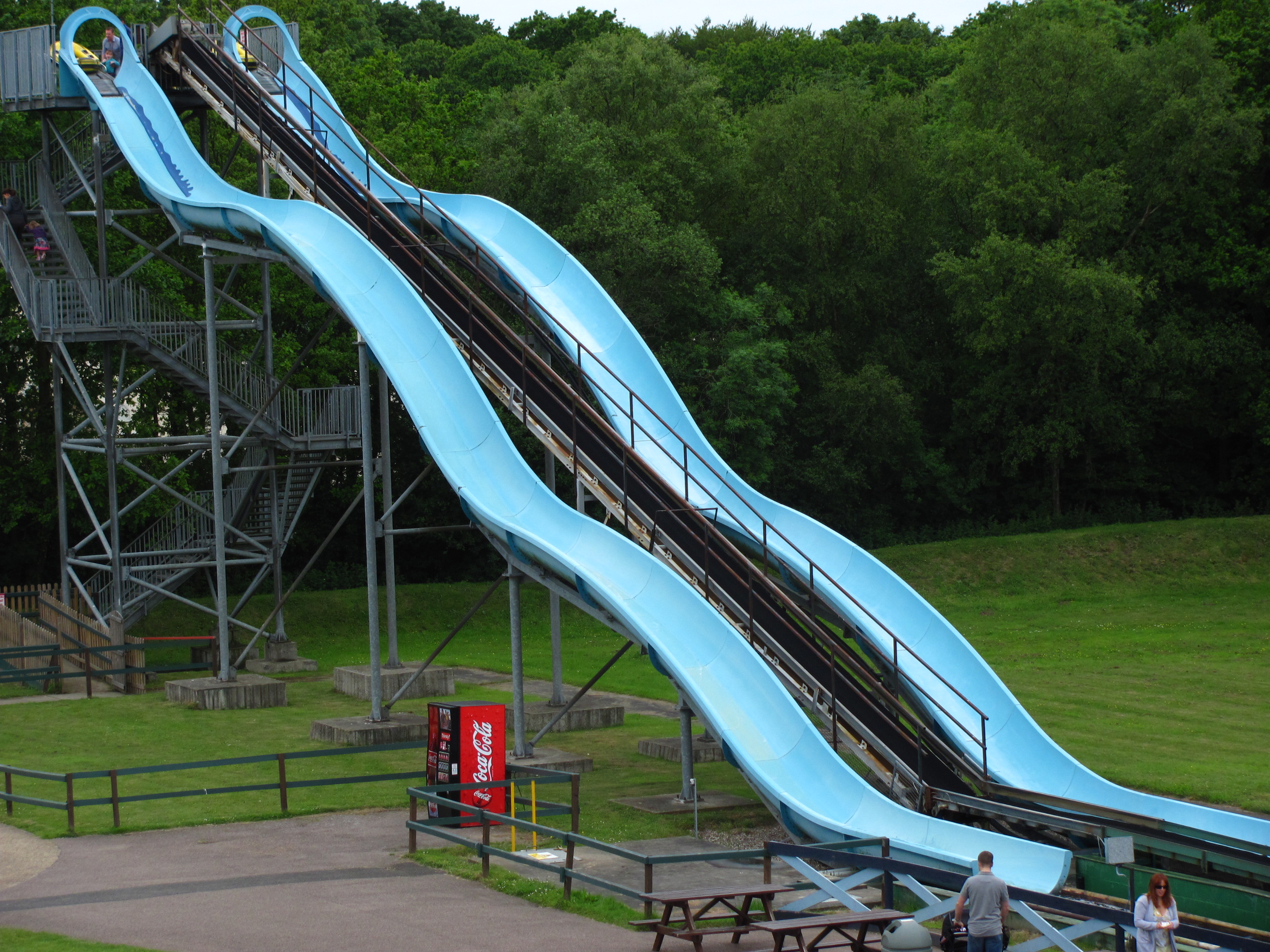
Wave breaker

### Les attractions à sensations
| Nom              | Type             | Constructeur          | Année |
| ---------------- | ---------------- | --------------------- | ----- |
| Fireball         | Afterburner      | KMG                   | 2003  |
| Jolly Roger      | Drop Tower       | Moser's Rides         | 2012  |
| Kite Flyer       | Kite Flyer       | Zamperla              | 2004  |
| Shiver m'Timbers | Bateau à bascule | Huss Park Attractions | 1985  |
| Tide Traveller   | Tri Star         | Huss Park Attractions | 2005  |

### Parcours scénique
| Nom                        | Type                         | Constructeur         | Année |
| -------------------------- | ---------------------------- | -------------------- | ----- |
| Fairytale Fantasy          | Parcours scénique            |                      | 1982  |
| Rootin Tootin Target Train | Parcours scénique interactif | Lagotronics Projects | 2017  |